# Timor Wschodni na Mistrzostwach Świata w Lekkoatletyce 2022
Timor Wschodni na Mistrzostwach Świata w Lekkoatletyce 2022 – reprezentacja Timoru Wschodniego podczas mistrzostw świata w Eugene liczyła jednego zawodnika zawodnika, który nie zdobył żadnego medalu.

## Skład reprezentacji

### Mężczyźni
| Zawodnik                  | Konkurencja   | Eliminacje | Eliminacje | Półfinał | Półfinał | Finał | Finał   | Źródło |
| Zawodnik                  | Konkurencja   | Wynik      | Pozycja    | Wynik    | Pozycja  | Wynik | Pozycja | Źródło |
| ------------------------- | ------------- | ---------- | ---------- | -------- | -------- | ----- | ------- | ------ |
| Manuel Belo Amaral Ataide | bieg na 800 m | 1:58.91    | 42.        | NQ       | NQ       | NQ    | NQ      | [ 1 ]  |